# 新世界（NEW WORLD）
新世界 (NEW WORLD、신세카이、しんせかい）は、韓国人男性3人(2025年7月現在）のアイドルグループ。

## 解説
前身であるApeace（朝鮮語: 에이피스）は21名グループとして韓国で結成され、メンバー全員が身長180cm以上という特徴を持っている。2021年に10年活動していたApeaceを解散し、当時の元メンバー4名で2023年12月に世界を舞台に活動する K-POP 4 人組ダンスボーカルグループ新世界(NEW WORLD)が結成され、2024年6月に日本での活動開始。2025年４月末からはソンホ・ワンチョル・シヒョクの3名で活動していくことが決定。
楽曲制作からプロデュースまでをメンバー自ら行うセルフプロデュース能力があるのもグループの特長。メンバーは全員日本語を話すことができファンとのユーモアあるコミュニケーションが人気で、10年以上にわたって支えてくれる根強いファンたちが居る。

## 概要
日本デビュー14年／平均身長185㎝の韓国人ボーイズグループとして活躍した「Apeace」から元メンバーが集結し、2024年4月に結成されたアイドルグループ「新世界(NEW WORLD)」楽曲制作からプロデュースまでをメンバー自ら行う高いセルフプロデュース能力を持ち、歌唱力は抜群。メンバーは全員日本語が堪能で、イベントでのファンとのユーモアあるコミュニケーションが人気。

## メンバー
| 写真 | メンバー         | ハングル（英語）       | 生年月日              | 血液型 | ポジション | 備考                                              |
| ---- | ---------------- | ---------------------- | --------------------- | ------ | ---------- | ------------------------------------------------- |
|      | ホン・ソンホ     | 홍성호 (Hong Sung-Ho)  | 1991年9月15日（33歳） | A型    | ボーカル   | 韓国の大人気プログラム「ミスタートロット3」に参加 |
|      | キム・ワンチョル | 김완철 (Kim Wan-Chul)  | 1992年4月13日（33歳） | O型    | ボーカル   |                                                   |
|      | チェ・シヒョク   | 최시혁 (Choi Si-Hyuk)  | 1997年2月18日（28歳） | O型    | ラップ     | サバイバルオーディション番組「G-EGG」に参加       |
|      | チ・ヒョンソン   | 지현성 (Jee Hyun-Sung) | 1989年12月2日（35歳） | AB型   | -          | 2025年4月 脱退                                    |

## プロフィール
ソンホ (SUNGHO)
韓国の大人気プログラム「ミスタートロット3」にて圧倒的な歌唱力が話題になり、最終ステージ進出。新世界では主にツッコミやイジりなどでトークを盛り上げる。トーク中の姿と思わず聴き入ってしまう歌声とのギャップに注目！
ワンチョル (WANCHUL)
新世界のトップ営業マンで日本のミュージカル出演経験あり。主にまとめ役に回ることが多いが、一方で不思議ちゃんな一面も！
周囲の人はチョルワールドに振り回されることもしばしば...ステージでは伸びる高音とカリスマなパフォーマンスに注目！
シヒョク (SIHYUK)
サバイバルオーディション番組「G-EGG」最終メンバー選出。グループの末っ子で、愛嬌抜群アイドル！（たまに毒舌）
新世界の楽曲の振り付けを担当し、ラップも操る多才なマンネステージではパワフルなダンスと男らしいラップに注目！

## 略歴
2023年
- 12月、新世界(NEW WORLD) 結成

2024年
- 6月9日、日本デビューライブ「Let’s walk into the new world」開催
- 8月4日・5日、「BUZZ-UP 2024 summer」出演
- 8月9日、「Enjoy the summer」開催
- 9月22日、「convey one's heart」開催
- 10月26日、「HALLOWEENparty」開催
- 11月16日、「Wishing you a warm winter」開催
- 12月23日、「トーキョークライマックス 出演
- 12月24日、「First HAPPY Xmas with NEW WORLD」開催

2025年
- 2月24日、「Winter Wanderer」開催
- 3月22日、「Arrivals」開催
- 4月26日〜、ラジオ番組「トヨイルエンタメ！~Shibuya K Station~」[2]メインMC
- 4月26日、「Memorize」開催
- 6月9日、新世界1周年
- 7月5日、「NEW WORLD 1st ANNIVERSARY FAN-CON」[3]開催